# Kukës
Kukës est une municipalité d'Albanie et le chef-lieu du district et de la préfecture du même nom. Sa population s'élevait à 47 985 habitants en 2011.
Kukës est devenue célèbre pour son rôle lors de la guerre du Kosovo en 1999, lorsqu'elle accueillit plusieurs centaines de milliers de réfugiés kosovars. Elle devint l'année suivante la première ville candidate au Prix Nobel de la paix.

## Géographie
Kukës est située dans les montagnes du nord-est du pays, près de la frontière du Kosovo et à 97 km au nord-est de Tirana.
C'est la ville la plus proche du Parc naturel Korab-Koritnik.

## Histoire
Des tombes illyriennes ont été découvertes à Këneta, près de Kukës. La localité fut d'abord une petite colonie romaine, un relais sur une route secondaire menant à la Via Egnatia, puis un petit marché ottoman et un centre de négoce sur la route allant vers le sud du Kosovo. Juste avant la Première Guerre mondiale, c'est ici (Qafa e Kolosjanit) que la résistance albanaise arrêta l'invasion serbe en 1912.

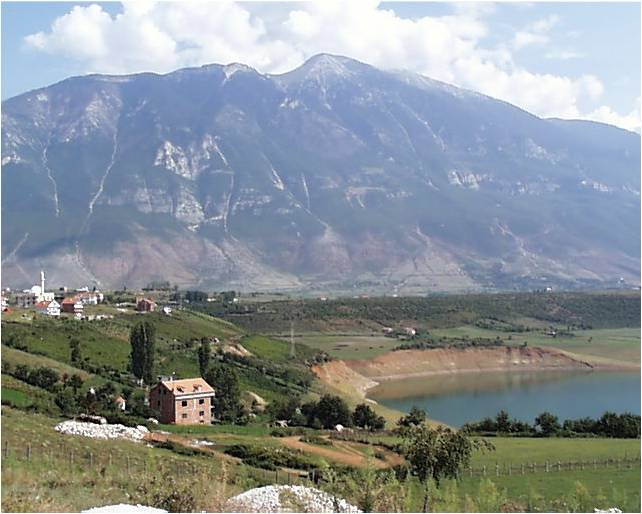
Le mont Gjallica vu depuis Kukës

En 1976, l'ancienne ville de Kukës fut submergée par un lac artificiel dans le cadre d'un projet d'aménagement hydroélectrique réalisé par la Chine. La « Nouvelle Kukës », Kukësi i Ri, fut construite dans les années 1970 sur le plateau voisin, situé à 320 m d'altitude. Kukësi i Ri est entourée par le lac artificiel de Fierza et ressemble à une presqu'île. Elle est reliée avec les autres parties du pays par trois ponts. Elle est surplombée par le mont Gjallica, dont le sommet (2 468 m) est couvert de neige.

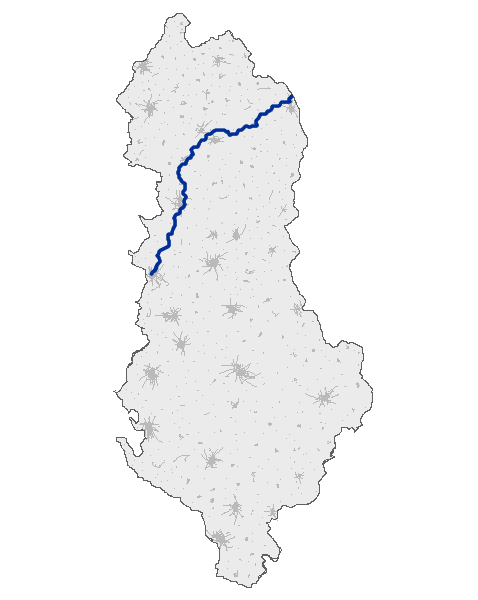
Tracé de l'autoroute Morine-Durrës

Kukës occupa brièvement le premier plan de l'actualité pendant la guerre du Kosovo, en 1999, lorsque des centaines de milliers réfugiés kosovars franchirent la frontière et furent hébergés dans des camps installés dans et autour de Kukës.
Le district de Kukës est pauvre et a longtemps été isolé du reste de l'Albanie faute de liaisons routières. Il a connu une forte dépopulation depuis 1990 ainsi que de sérieux problèmes de criminalité. En 2006 ont commencé les travaux de l'autoroute Durrës – Pristina, passant par Kukës, qui doit relier l'Albanie au Kosovo et offrir à ce pays un débouché vers la mer. Construite par un consortium international conduit par la firme américaine Bechtel et sa filiale turque Enka, la section Rrëshen-Kalimash (61 km) de l'autoroute a été solennellement inaugurée le 25 juin 2009 par le premier ministre albanais Sali Berisha et son homologue turc, Recep Erdoğan, et partiellement ouverte au trafic entre Kukës et le port de Durrës.